# Ь
Ь (minuskule ь) je písmeno cyrilice.
Původně sloužilo k zachycení měkkého jeru, což byla ultrakrátká samohláska i.
V různých jazycích jsou jeho významy různé. V ruštině se používá k označení palatalizované souhlásky, podobně jako háček v češtině, a je nazýván měkký znak (rusky: мягкий знак, bělorusky: мяккі знак, ukrajinsky: м’який знак).
Písmeno je součástí písmen Љ, Њ a Ы.
V janalifu (latinské abecedě pro turkické jazyky) bylo zavedeno písmeno Ь, které je podobné písmenu Ь a které sloužilo pro zápis hlásky [ɯ]. Protože toto latinské písmeno nebylo zavedeno do Unicode, používá se místo něho vzhledem k podobnosti právě písmeno Ь z cyrilice.

## Názvy písmena ve vybraných jazycích
Uvedeny jsou názvy písmena v jazycích, které ho používají.

### Slovanské jazyky
- bělorusky: мяккі знак,
- bulharsky: ер малък,
- rusky: мягкий знак,
- ukrajinsky: м’який знак.

### Turkické jazyky
- baškirsky: йомшаҡлыҡ билдәһе,[1]
- čuvašsky: ҫемҫелӗх палли,[2]
- jakutsky: сымнатыы бэлиэтэ,[3]
- kazašsky: жіҥішкелік белгі,[4]
- tatarsky: нечкәлек билгесе.[5]

### Mongolské jazyky
- burjatsky: зөөлэн темдег,[6]
- kalmycky: җөөлн темдг,[3]
- mongolsky: зөөлний темдег.[7]